# 塔石村
塔石村，是一個已消失的位於澳門半島望德堂區西部的古村落，該村在清朝道光至同治年間逐漸被澳葡政府取銷及占據，現扯為肥利喇亞美打大馬路（即荷蘭園大馬路）及塔石廣場一帶。

## 名稱來源
「塔石」一詞較早出現在1848年的田畝稅單中，據澳門華人學者王文達的《澳門掌故》所載：「該山（頸頭山）頂端，有三巨石堆疊天然，舊稱『三疊石』，即塔石也。山之險，又有坑水雨穴，分築石圍欄兩道，斜向新橋方面而下，舊稱『丹坑渠』。山上各處，尚有不少中國墳墓，皆澳門及龍田、望廈等村人之祖先塋塚也。」，山腳下的華人村落也因此被稱為「塔石村」，可見今日的荷蘭園大馬路，昔日原是頸頭山下的塔石村範圍。

## 歷史

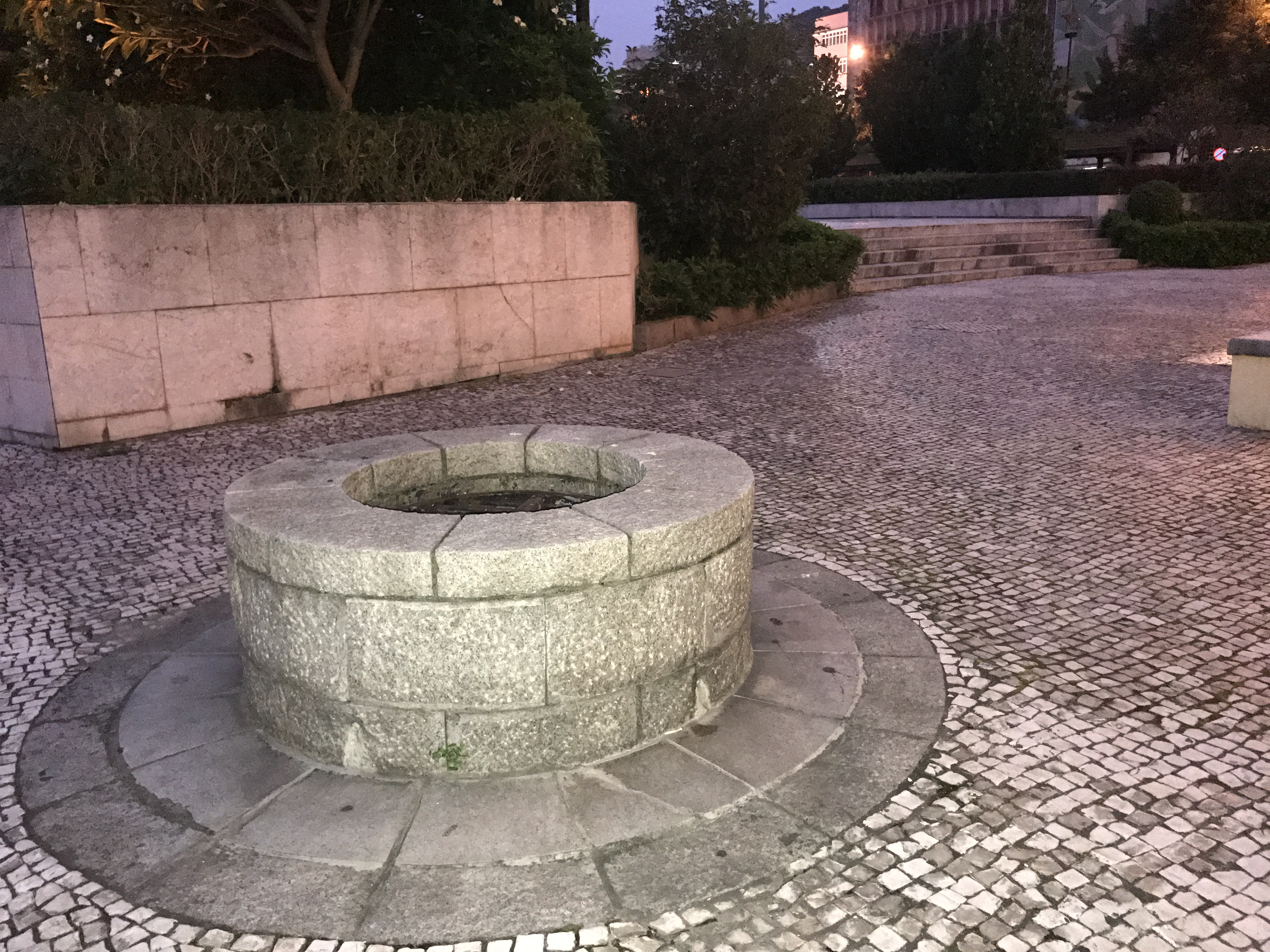
位於塔石廣場的一口已荒廢的古井。

鴉片戰爭後，時任澳門總督亞馬留自行拆除澳門舊城區城牆，訂下「近佔七村，遠奪三島」的殖民計劃，逐步擴大葡人在澳門的勢力範圍，強佔本由清朝官員管轄的澳門土地。其中七村之一的位於北城牆外不遠的塔石村首當其衝被葡萄牙人佔據。據《澳門舊街往事》記載：「澳督亞馬喇開始對華民村落土地進行登記收稅。此後，澳葡政府逐步開發塔石村。1854年，在塔石山坡（即塔石村和望德聖母堂之間）開闢天主教墳場（即聖味基墳場）。拆毀水坑尾城門後，1869年命名並公佈了塔石村5條村路的路名。1887年，塔石村除進教圍外，有舖戶、民居、篷屋四五十家、壯丁七八十人，每年約繳公鈔及街燈費共銀三百元。其後，澳葡政府加快了改造塔石村的步伐，包括徵地、建屋、改造村路等。」；「1847年初，亞馬喇總督下令徵地，用於修築一條通往關閘的 新路。該路以北城牆水坑尾閘門為起點，左邊沿線依次越過荷蘭園、龍田村……經望廈山臨海山麓，直達關閘。」
1894年，位於荷蘭園正街尾的利宵中學（現址為文化局大樓）正式開學。
1905年，澳葡在佔領塔石村及塔石山之後， 先後炸毀三疊石，填塞丹坑渠，又將山上華人祖墳遷移甚至摧毀，整座山更被鏟平，目的是取石鋪路。據《新修香山縣志．紀事編》所載：「光緒三十一年（1905年），夷人平毀塔石等處墳墓，投無主遺骸於海雲。」
1921年，荷蘭園大馬路已是整齊的大馬路，澳葡政府更對其進行美化及拓展工程。現為饒宗頤學藝館，原為具有新古典主義建築風格的民居住宅亦於此年落成。
1923年，塔石球場在利宵中學校舍前建成。
1925年，荷蘭大馬路的兩端起迄點已與今天相同。今天在荷蘭園大馬路中段所見的8間南歐式建築物（俗稱「八間屋」，即文化局大樓、塔石衛生中心、中央圖書館、歷史檔案館、塔石藝文館、澳門樂團會址和澳門利氏學社等）也就在此時段相繼落成。
1982年，當局對「八間屋」進行較大型的重修工程，並獲PATA（亞太旅遊協會）大獎。
2007年，澳門特區政府完成將塔石球場改建成塔石廣場的工程，塔石廣場是澳門四大廣場之一。